# Cinnamomum pachyphyllum
Cinnamomum pachyphyllum är en lagerväxtart som beskrevs av A. J. G. H. Kostermans. Cinnamomum pachyphyllum ingår i släktet Cinnamomum och familjen lagerväxter. Inga underarter finns listade i Catalogue of Life.